# Danbury (Essex)
Danbury ist ein Dorf in der City of Chelmsford in Essex im Osten Englands. Es befindet sich rund 40 km nordöstlich von London.
Laut der letzten Volkszählung leben in der Ortschaft ca. 6500 Personen. Danbury ist von großen Waldflächen umgeben, die größtenteils dem National Trust gehören. Mitten durch den Ortskern führt jedoch die A414, die von London aus in den Norden führt.

## Geschichte
Die Ortschaft Danbury geht auf die Gründung einer vorchristlichen Wallburg zurück. Funde lassen auf eine erste Siedlung in der Eisenzeit schließen. Nach Römern und Angelsachsen, wurde das Gebiet um Danbury im 11. Jahrhundert von dänischen Stämmen erobert. Nach der Eroberung Englands durch Wilhelm den Eroberer 1066 wurde das Land um Danbury von den Normannen besiedelt.
Das älteste, heute noch erhaltene Gebäude, ist die Kirche St. John the Baptist, die im 13. Jahrhundert errichtet wurde.

## Söhne und Töchter der Ortschaft
- Jeremy Lloyd (1930–2014), Dramatiker, Schauspieler, Drehbuchautor, Autor, Executive Producer, Film- und Fernsehschauspieler
- Peter Ashdown (* 1934), Autorennfahrer
- Neil Innes (1944–2019), Musiker und Komponist